# Abbotsford (West Sussex)
Abbotsford – wieś w Anglii, w hrabstwie West Sussex, w dystrykcie Mid Sussex. Leży 47 km na wschód od miasta Chichester i 61 km na południe od Londynu.